# Synema marcidum
Synema marcidum är en spindelart som beskrevs av Simon 1907. Synema marcidum ingår i släktet Synema och familjen krabbspindlar.
Artens utbredningsområde är Guinea-Bissau. Inga underarter finns listade i Catalogue of Life.